# Pour le plaisir
Cet article concerne l'album. Pour la chanson, voir Pour le plaisir (chanson). Pour les autres significations, voir Pour le plaisir (homonymie).
Albums de Herbert Léonard
16 grands succès
(1977) Ça donne envie d'aimer
(1982)
Singles
1. Pour le plaisir
Sortie : avril 1981
2. Mon pas dans la ville
Sortie : 1981

Pour le plaisir est un album du chanteur français Herbert Léonard, sorti en 1981 chez Polydor. 
L'album est certifié disque d'or pour plus de 100 000 ventes.
La chanson-titre est composée par Julien Lepers et écrite par Vline Buggy et Claude Carmone. Elle sort en tant que premier single de l'album et devient n°1 des ventes en France en 1981, celle-ci s'écoule à 1 400 000 exemplaires. Mon pas dans la ville est le deuxième single extrait de l'album, sorti uniquement en Belgique, tandis que la chanson Petite Nathalie sort en France comme 45 tours promotionnel.

## Liste des titres
Toute la musique est composée par Julien Lepers.
| 1. | Suzie m'attend                  | Vline Buggy              | 3:06 |
| 2. | Petite Nathalie                 | V. Buggy                 | 4:33 |
| 3. | J'ai craqué pour toi            | V. Buggy, Claude Carmone | 3:14 |
| 4. | Tu verras comme on sera heureux | V. Buggy                 | 3:37 |
| 5. | Spotlight                       | V. Buggy, C. Carmone     | 3:48 |

| 1. | Pour le plaisir             | V. Buggy, C. Carmone | 3:45 |
| 2. | Et toi sexuellement parlant | V. Buggy             | 3:34 |
| 3. | Mon pas dans la ville       | V. Buggy             | 3:47 |
| 4. | Chante avec moi             | V. Buggy             | 4:02 |
| 5. | Blue Street                 | V. Buggy, C. Carmone | 3:43 |

## Certification
| Pays                                                             | Certification | Ventes certifiées |
| ---------------------------------------------------------------- | ------------- | ----------------- |
| France (SNEPA)                                                   | Or            | 100 000*          |
| *Ventes selon la certification xNon précisé par la certification |               |                   |